# Het Depot (muziekcentrum)
Het Depot is een concertzaal en muziekcentrum in Leuven, gelegen aan het Martelarenplein. Het Depot wordt beheerd door de gelijknamige vzw Het Depot.
De huidige grote concertzaal heeft een maximumcapaciteit van 960 personen, 290 zitplaatsen en 670 staanplaatsen. De foyer biedt plaats aan 150 personen. Daarnaast is er de Lounge, een multifunctionele ruimte met een capaciteit van maximum 50 personen. Verder zijn er verschillende ruimtes die gebruikt kunnen worden voor repetities en preproducties. Ook is er een audiolab.

## Geschiedenis
In Leuven waren rond het jaar 2000 alle geschikte muziekzalen verdwenen. Leuvense muziekkenners staken de koppen bij elkaar en spraken enkele lokale politici aan. In 2001 kwam er schot in de zaak en werd de vraag tot een degelijk muziekcentrum opgenomen in het cultuurbeleidsplan en in 2003 werd "vzw Het Depot" opgericht.
In eerste instantie had Het Depot nog geen vaste locatie en was men genoodzaakt optredens te organiseren op wisselende locaties, maar in 2005 kwam de voormalige bioscoop Zaal Eden aan het Martelarenplein leeg te staan en kon Het Depot daar zijn intrek nemen.
Tussen 2011 en 2012 sloot het zijn deuren vanwege een grondige verbouwing. Gedurende de verbouwingen werden concerten georganiseerd in de oude verpleegsterschool aan de Kapucijnenvoer. In november 2012 werd de vernieuwde zaal weer geopend.

## Naamgeving
Het oorspronkelijke plan was om het muziekcentrum onder te brengen in het monumentale Entrepotgebouw aan de Vaartkom in Leuven. De eerste naam die de stichters in 2003 in gedachten hadden was simpelweg "Het Entrepot". Net op dat moment ging in Brugge het jeugdcentrum "Entrepot" open en daarom werd in Leuven gekozen voor de meer volkse naam van het entrepot: "Het Depot". Pas in 2005 werd de locatie gewijzigd, de naam werd echter behouden.